# Partita a scacchi (Sofonisba Anguissola)
La Partita a scacchi è un dipinto di Sofonisba Anguissola realizzato nel 1555.
Il dipinto è firmato e datato sul bordo della scacchiera, dove l'autrice ha lasciato questa iscrizione: «SOPHONISBA ANGUSSOLA VIRGO AMILCARIS FILIA EX VERA EFFIGIE TRES SUAS SORORES ET ANCILAM PINXIT MDLV».

## Storia
Giorgio Vasari, in visita a Cremona, fu ospite in casa di Amilcare Anguissola e lì poté ammirare alcuni dipinti delle sue figlie. Sulla Partita a scacchi di Sofonisba Anguissola scrisse: «Dico di aver veduto quest'anno in Cremona, in casa di suo padre e in un quadro fatto con molta diligenza, ritrarre tre sue sorelle, in atto di giocare a scacchi, e con esse loro una vecchia donna di casa, con tanta diligenza e prontezza, che paiono vive, e che non manchi loro altro che la parola». Questo è il più antico documento che parla di questo dipinto che rimase lunghi anni appeso in casa Anguissola.
Il quadro arrivò a Roma, insieme con Autoritratto alla spinetta e con due disegni della Anguissola (il Fanciullo morso da un gambero e un altro disegno non identificato), tra i beni dell'umanista e collezionista Fulvio Orsini, che furono poi ereditati dal cardinale Odoardo Farnese. Ritroviamo la Partita a scacchi a Napoli, nell'eredità Farnese arrivata ai Borboni, e che fu poi acquistata da Luciano Bonaparte. Passò di mano ancora una volta nel 1823 e giunse alla collezione oggi presente al Museo nazionale di Poznań.
Si conoscono tre incisioni tratte da questo quadro, che è giunto a noi in condizioni precarie, con evidenti ridipinture. L'iscrizione sul bordo della scacchiera ci dice che Sofonisba Anguissola era ventenne, quando dipinse questo quadro. La vecchia fantesca è la stessa raffigurata in una delle due versioni di Autoritratto alla spinetta.

### Descrizione
In un giardino ameno Lucia, la terzogenita delle sorelle Anguissola, sta movendo gli scacchi; di fronte a lei Minerva, la quartogenita, parla con l'avversaria e le sue parole attraggono l'attenzione della sorellina minore, Europa, la quintogenita, che segue la partita e le sorride. Minerva tornerà nel Ritratto di famiglia Anguissola di Sofonisba Anguissola, ma sarà adolescente. Un Ritratto di Europa è stato dipinto da Lucia Anguissola forse l'anno successivo. Europa Anguissola è identificabile anche con la bambina nel disegno a matita, con rialzi di bianco, Vecchia che studia l'alfabeto ed è derisa da una bambina, che oggi è agli Uffizi, dove è presente anche la servente, ma è più vecchia della donna che appare nella Partita a scacchi.
Lucia è in azione, mentre la governante si tende ad osservare la scena. Netto è il contrasto fisiognomico fra le giovani e la vecchia, fra le ragazze ricche e la popolana. Le giovani Anguissola hanno gioielli, abiti ricamati, pettinature elaborate. Minerva indossa la stessa collana, portata dalla Dama che è a Berlino, oggi identificata in Bianca Ponzoni Anguissola, cioè la madre delle tre ragazzine che sono intorno alla scacchiera. La piccola disputa tra le due sorelle adolescenti, parate con gioielli di famiglia, si svolge in una sfera domestica, dove circolano affetti, ma dove è anche reale l'antagonismo nel gioco degli scacchi.
Nel bel giardino si erge un'antica quercia, ricca di fronde: è simbolo della solidità dei rapporti familiari. Si apre sullo sfondo un paesaggio azzurrino, alla fiamminga.
Nel raffinato programma educativo delle ragazze Anguissola erano comprese lezioni di pittura al cavalletto e di musica al clavicembalo. Esse conoscevano testi di poesia, in latino e in italiano; inoltre sapevano tessere e ricamare. Appartenevano al nucleo intellettuale della città di Cremona.

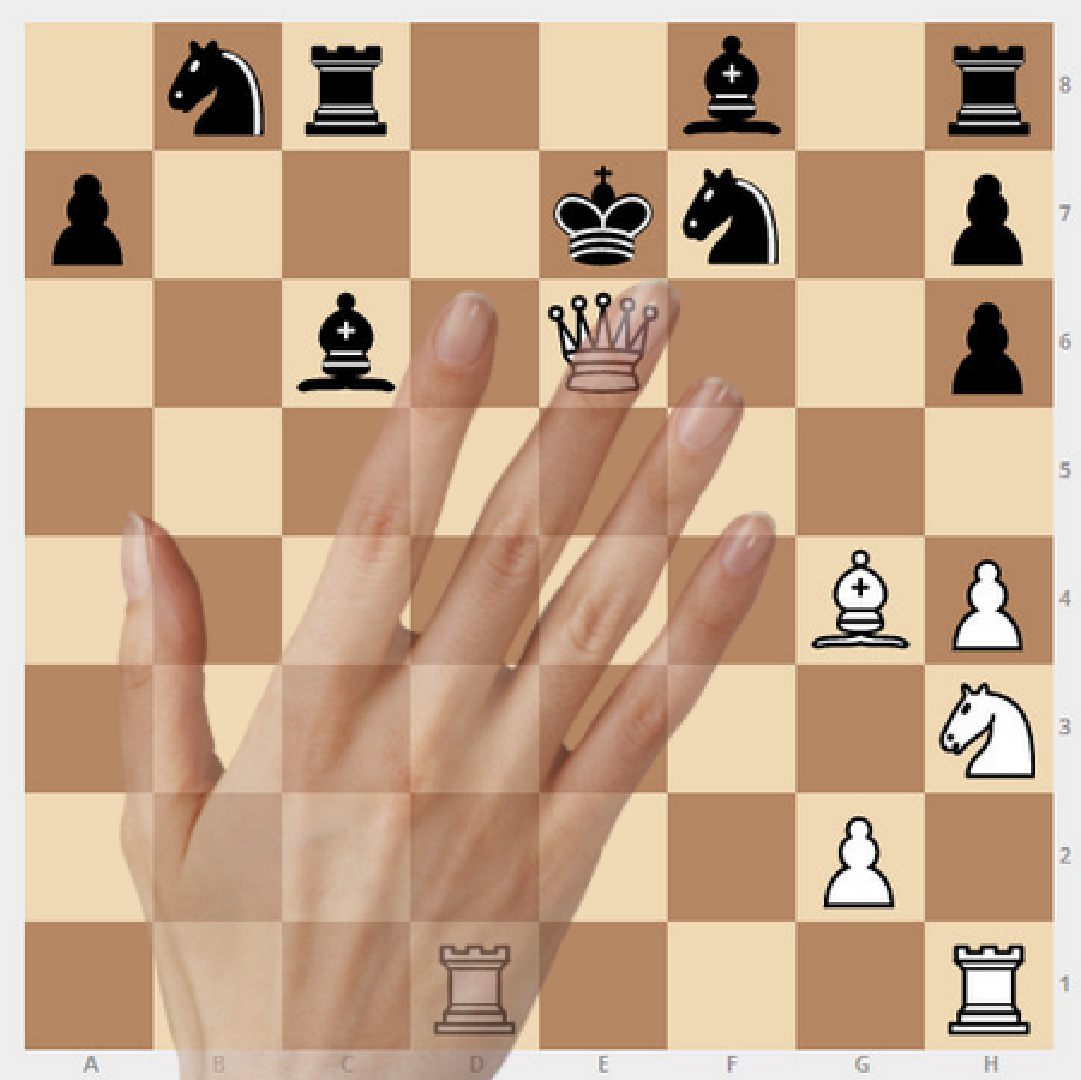
Lucia e Minerva Anguissola giocano a scacchi (ricostruzione della scacchiera)

### Il gioco degli scacchi
Il poemetto giovanile del poeta cremonese e vescovo di Alba Marco Gerolamo Vida, intitolato Scacchia Ludus, era stato da poco ripubblicato (nel 1550). Si conosce una tela di Giulio Campi, in cui si vedono giocatori di scacchi. Questo gioco faceva parte della formazione umana ed era considerato un esercizio intellettuale eccellente per una donna; al contrario le erano vietati i giochi con le carte e con i dadi, perché fondati sulla fortuna e non sull'ingegno.
Secondo una tradizione antica, gli scacchi avrebbero adombrato una battaglia delle Amazzoni. Le regine hanno la possibilità di risorgere anche da un pedone. Marco Girolamo Vigo in Scacchia ludus chiama la regina a volte virgo e a volte amazon e dice che si può muovere in ogni direzione. Nella parte finale Vida parla di un combattimento tra due regine e fa morire e poi risorgere la regina bianca. Alla fine la regina nera dà scacco alla bianca. Il combattimento dipinto dalla Anguissola allude alla ricerca della conquista di un primato femminile. La scacchiera diventa quindi un pretesto allusivo e vere regine sono dunque le due sorelle Anguissola, che spendono la loro vita virtuosamente, impegnandosi in un esercizio educativo.